# Svatopluk Matyáš
Svatopluk Matyáš (Radslavice, 1929. október 18. – Pakoměřice, 2020. július 10.) cseh színész, szinkronszínész.

## Fontosabb filmjei
Mozifilmek
- Itt oroszlánok vannak (Zde jsou lvi) (1958)
- Ilyen nagy szerelem (Taková láska) (1959)
- Az első csapat (První parta) (1960)
- Üzenet az élőknek (Reportáž psaná na oprátce) (1962)
- Nyaralás Minkával (Prázdniny s Minkou) (1963)
- A különleges osztály (Neobyčejná třída) (1965)
- Férfiak hallgatása (Mlčení mužů) (1969)
- Narancsszínű tüzek éjszakája (Noc oranžových ohňů) (1975)
- A halott iskolatársak esete (Případ mrtvých spolužáků) (1977)
- Júliusi találkozás (Setkání v červenci) (1978)
- Vigyázz, jön a vizit! (Pozor, vizita!) (1982)
- Találkozás az árnyakkal (Schůzka se stíny) (1983)
- Remegő félelem (Záchvěv strachu) (1984)
- Szikét kérek (Skalpel, prosím) (1985)
- Simogasd meg a macska fülét (Pohlaď kočce uši) (1986)
- Bűnös férjem (Můj hříšný muž) (1987)
- Újra finom kis bordély (Anděl svádí ďábla) (1988)
- Szeretteink (Všichni moji blízcí) (1999)
- Túl gyors séta (Pouta) (2009)

Tv-filmek
- Kocka a kulcstartón (Rubikova kostka) (1984)

Tv-sorozatok
- Zeman őrnagy (30 případů majora Zemana) (1977, két epizódban)
- Bakalári (1978–1985, hat epizódban)
- A moszkvai csata (Boj o Moskvu) (1985, két epizódban)
- Arabela visszatér (Arabela se vrací) (1993, két epizódban)